# Бор-лез-Орг (кантон)
Бор-лез-Орг (фр. Bort-les-Orgues) — кантон во Франции, находится в регионе Лимузен, департамент Коррез. Входит в состав округа Юссель.
Код INSEE кантона — 1905. Всего в кантон Бор-лез-Орг входят 10 коммун, из них главной коммуной является Бор-лез-Орг.

## Коммуны кантона
| Коммуна            | Население, чел. (2007) | Почтовый индекс | Код INSEE |
| ------------------ | ---------------------- | --------------- | --------- |
| Бор-лез-Орг        | 3 247                  | 19110           | 19028     |
| Вейриер            | 57                     | 19200           | 19283     |
| Конфолан-Пор-Дьё   | 29                     | 19200           | 19167     |
| Маржерид           | 250                    | 19200           | 19128     |
| Монетье-Пор-Дьё    | 124                    | 19110           | 19142     |
| Сарру              | 428                    | 19110           | 19252     |
| Сен-Бонне-пре-Бор  | 182                    | 19200           | 19190     |
| Сен-Виктур         | 172                    | 19200           | 19247     |
| Сен-Жюльен-пре-Бор | 417                    | 19110           | 19218     |
| Талами             | 85                     | 19200           | 19266     |

## Население
Население кантона на 2007 год составляло 4 991 человек.
| 1962  | 1968  | 1975  | 1982  | 1990  | 1999  | 2006  | 2007  |
| ----- | ----- | ----- | ----- | ----- | ----- | ----- | ----- |
| 6 664 | 7 043 | 6 840 | 6 155 | 5 838 | 5 150 | 4 966 | 4 991 |